# Ишбуляков, Идеал Давлетович
Ишбуля́ков Идеа́л Давле́тович (1926—1998) — певец (драматический тенор), заслуженный артист Татарской АССР (1960), народный артист Татарской АССР (1968), заслуженный артист РСФСР (1978).

## Биография
Ишбуляков Идеал Давлетович родился в 1926 году в г. Карши Узбекской ССР.
В 1958 году окончил Казанскую государственную консерваторию им. Н. Г. Жиганова по классу вокала у профессора В. Воронова.
С 1956 по 1988 год был солистом Казанского государственного театра оперы и балета имени Мусы Джалиля.
С 1973 года старший преподаватель Казанской государственной консерватории имени Н. Г. Жиганова.

## Творчество
Идеал Ишбуляков обладал драматическим тенором. На сцене он воплощал самые разнообразные по характеру образы.
Среди ролей певца:
- Каварадосси «Тоска» Дж. Пуччини
- Манрико «Трубадур» Дж. Верди
- Арриго «Битва при Леньяно» Дж. Верди
- Самозванец «Борис Годунов» М. Мусорского
- Лыков «Царская невеста» Н. Римского Корсакова
- Сергей «Катерина Измайлова» Д. Шостаковича
- Радамес «Аида» Дж. Верди
- Туляк «Туляк и Су-Слу» Н. Г. Жиганова
- Герман «Пиковая дама» П. И. Чайковского
- Энцо «Джоконда» А. Понкьелли
- Григорий Мелехов «Тихий Дон» И. Дзержинского
- Янбулат «Алтынчеч» Н. Г. Жиганова
- Трике «Евгений Онегин» П. И. Чайковского
- Балакин «Чародейка» П. И. Чайковского
- Канио «Паяцы» Р. Леонкавалло
- Хозе «Кармен» Ж. Бизе
- Джалиль «Джалиль» Н. Г. Жиганова

## Звания и награды
- Орден «Знак Почёта» (14 июня 1957)
- Заслуженный артист Татарской АССР (1960)
- Народный артист Татарской АССР (1968)
- Заслуженный артист РСФСР (1978)